# Meringis vitabilis
Meringis vitabilis är en loppart som beskrevs av Eads 1960. Meringis vitabilis ingår i släktet Meringis och familjen mullvadsloppor. Inga underarter finns listade i Catalogue of Life.